# Барунцзе
Барунцзе (англ. Baruntse) — вершина в Гімаліаях, у східному Непалі. Увінчана чотирма вершинами й обмежена на півдні льодовиком Хунку, на сході — льодовиком Барун, а на північному заході — льодовиком Імджа. Перше сходження здійснили, півд. маршрутом, Колін Тодд (Colin Todd) і Джеф Гарроу (Geoff Harrow) в 1954 році.
27 квітня 1980 року на східний хребет зійшли Лоренцо Ортас, Хав'єр Ескартін, Херонімо Лопес (всі — Іспанія) і Карлос Булер (Америка) з іспанської експедиції під керівництвом Хуана Хосе Діаса Ібаньєса.
Перше сходження поляків: Ізабела Чаплицька (Izabela Czaplicka) і Мартін Дубек (Marcin Dudek) — 2 листопада 2011 року.
Дев'ятнадцятиразовий підкорювач Евересту Чхеанг Німа загинув у 2010 році на Барунцзе після падіння через карниз під час закріплення мотузки під вершиною.

## Виноски
1. ↑  Díaz Ibáñez, Juan José. (1983). Expedición aragonesa al Himalaya : Baruntse (7220 m.). Barcelona: [s.n.] ISBN 84-500-8339-7. OCLC 892151627.
2. ↑  http://off.sport.pl/off/1,111379,10592805,Sukces_Polakow__szczyt_Baruntse_zdobyty.html [Архівовано 11 листопада 2011 у Wayback Machine.] Sukces Polaków: szczyt Baruntse zdobyty
3. ↑  Search for missing Nepal Sherpa Chhewang Nima stopped. BBC News (брит.). 25 жовтня 2010. Процитовано 30 березня 2023.
4. ↑  sperkins-pom (10 липня 2013). The Disposable Men: Sherpas on Everest. Outside Online (амер.). Процитовано 30 березня 2023.